# Chãs de Tavares
Chãs de Tavares é uma povoação portuguesa do Município de Mangualde que foi sede da extinta Freguesia de Chãs de Tavares, freguesia que tinha 22,64 km² de área e 1 040 habitantes (2011), e, por isso, uma densidade populacional de 45,9 hab/km².
A Freguesia de Chãs de Tavares foi extinta (agregada) pela reorganização administrativa de 2012/2013, sendo o seu território integrado na então criada União de Freguesias de Tavares (Chãs, Várzea e Travanca).

## População
| População da freguesia de Chãs de Tavares | População da freguesia de Chãs de Tavares | População da freguesia de Chãs de Tavares | População da freguesia de Chãs de Tavares | População da freguesia de Chãs de Tavares | População da freguesia de Chãs de Tavares | População da freguesia de Chãs de Tavares | População da freguesia de Chãs de Tavares | População da freguesia de Chãs de Tavares | População da freguesia de Chãs de Tavares | População da freguesia de Chãs de Tavares | População da freguesia de Chãs de Tavares | População da freguesia de Chãs de Tavares | População da freguesia de Chãs de Tavares | População da freguesia de Chãs de Tavares |
| ----------------------------------------- | ----------------------------------------- | ----------------------------------------- | ----------------------------------------- | ----------------------------------------- | ----------------------------------------- | ----------------------------------------- | ----------------------------------------- | ----------------------------------------- | ----------------------------------------- | ----------------------------------------- | ----------------------------------------- | ----------------------------------------- | ----------------------------------------- | ----------------------------------------- |
| 1864                                      | 1878                                      | 1890                                      | 1900                                      | 1911                                      | 1920                                      | 1930                                      | 1940                                      | 1950                                      | 1960                                      | 1970                                      | 1981                                      | 1991                                      | 2001                                      | 2011                                      |
| 1 920                                     | 2 018                                     | 1 927                                     | 2 004                                     | 1 975                                     | 2 047                                     | 1 921                                     | 2 097                                     | 2 210                                     | 1 812                                     | 1 517                                     | 1 423                                     | 1 394                                     | 1 200                                     | 1 040                                     |

| Distribuição da População por Grupos Etários | Distribuição da População por Grupos Etários | Distribuição da População por Grupos Etários | Distribuição da População por Grupos Etários | Distribuição da População por Grupos Etários | Distribuição da População por Grupos Etários | Distribuição da População por Grupos Etários | Distribuição da População por Grupos Etários | Distribuição da População por Grupos Etários | Distribuição da População por Grupos Etários |
| -------------------------------------------- | -------------------------------------------- | -------------------------------------------- | -------------------------------------------- | -------------------------------------------- | -------------------------------------------- | -------------------------------------------- | -------------------------------------------- | -------------------------------------------- | -------------------------------------------- |
| Ano                                          | 0-14 Anos                                    | 15-24 Anos                                   | 25-64 Anos                                   | > 65 Anos                                    |                                              | 0-14 Anos                                    | 15-24 Anos                                   | 25-64 Anos                                   | > 65 Anos                                    |
| 2001                                         | 165                                          | 152                                          | 556                                          | 327                                          |                                              | 13,8%                                        | 12,7%                                        | 46,3%                                        | 27,3%                                        |
| 2011                                         | 116                                          | 113                                          | 500                                          | 311                                          |                                              | 11,2%                                        | 10,9%                                        | 48,1%                                        | 29,9%                                        |

Média do País no censo de 2001:  0/14 Anos-16,0%; 15/24 Anos-14,3%; 25/64 Anos-53,4%; 65 e mais Anos-16,4%
Média do País no censo de 2011:   0/14 Anos-14,9%; 15/24 Anos-10,9%; 25/64 Anos-55,2%; 65 e mais Anos-19,0%

## Património
- Igreja Matriz de Chãs de Tavares;
- Capela de Nossa do bom Sucesso;
- Capela de Nossa Senhora da Conceição;
- Capela de São Miguel;
- Capela de Santa Eufémia;
- Capela de Santa Madalena;
- Capela de Santo António;
- Capela de São Silvestre;
- Capela de Santa Marinha;
- Capela de Santo Amaro;
- Castro do Bom Sucesso;
- Casa da Quinta da Cerca;
- Pelourinho de Chãs de Tavares;
- Quinta da Dora.